# یواشیم موللر

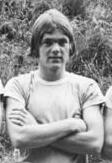

یواشیم موللر (به آلمانی: Joachim Müller) بازیکن فوتبال و هافبک اهل آلمان شرقی بود که از سال ۱۹۷۷ میلادی عضو تیم ملی فوتبال آلمان شرقی بوده‌است. وی در ۵ بازی ملی حضور داشته و در بازی‌های ملی‌اش گلی به ثمر نرساند. یواشیم موللر آخرین بازی ملی خود را در سال ۱۹۷۸ میلادی انجام داد.